# سوپر جام فوتبال قرقیزستان
سوپر جام فوتبال قرقیزستان یک رقابت فوتبال است که در ابتدای هر فصل قرقیزستان برگزار می‌شود و بین برندگان لیگ قرقیزستان و برندگان جام حذفی قرقیزستان مورد رقابت قرار می‌گیرد. اولین سوپر جام قرقیزستان در ۹ آوریل ۲۰۱۱ بین نفتچی کاچکار-آتا و دوردوی بیشکک برگزار شد.

## قهرمانان
| باشگاه           | قهرمان | نايب‌قهرمان | سال‌های قهرمانی                     |
| ---------------- | ------ | ---------- | ---------------------------------- |
| دوردوی بیشکک     | ۶      | ۳          | ۲۰۱۲، ۲۰۱۳، ۲۰۱۴، ۲۰۱۹، ۲۰۲۱، ۲۰۲۲ |
| آلای             | ۳      | ۴          | ۲۰۱۷، ۲۰۱۸، ۲۰۲۳                   |
| عبدیش-آتا قند    | ۱      | ۲          | ۲۰۱۶                               |
| نفتچی کاچکار-آتا | ۱      | ۱          | ۲۰۱۱                               |
| آلگا بیشکک       | –      | ۱          | –                                  |